# ادوارد جنینگز
ادوارد جنینگز (انگلیسی: Edward Jennings; ۹ آوریل ۱۸۹۸ – ۹ فوریهٔ ۱۹۷۵) قایقران روئینگ اهل ایالات متحده آمریکا بود.